# Casiguran (Aurora)
Casiguran è una municipalità di terza classe delle Filippine, situata nella Provincia di Aurora, nella regione del Luzon Centrale.
Casiguran è formata da 24 baranggay:
- Barangay 1 (Pob.)
- Barangay 2 (Pob.)
- Barangay 3 (Pob.)
- Barangay 4 (Pob.)
- Barangay 5 (Pob.)
- Barangay 6 (Pob.)
- Barangay 7 (Pob.)
- Barangay 8 (Pob.)
- Bianuan
- Calabgan
- Calangcuasan
- Calantas

- Cozo
- Culat
- Dibacong
- Dibet
- Ditinagyan
- Esperanza
- Esteves
- Lual
- Marikit
- San Ildefonso
- Tabas
- Tinib